# Округ Ренселер (Њујорк)
Округ Ренселер (енгл. Rensselaer County) је округ у америчкој савезној држави Њујорк. По попису из 2010. године број становника је 159.429.

## Демографија
Према попису становништва из 2010. у округу је живело 159.429 становника, што је 6.891 (4,5%) становника више него 2000. године.
| Група             | 2000.           | 2010.           |
| Белци             | 137.562 (90,2%) | 136.555 (85,7%) |
| Афроамериканци    | 7.147 (4,7%)    | 10.338 (6,5%)   |
| Азијати           | 2.606 (1,7%)    | 3.517 (2,2%)    |
| Хиспаноамериканци | 3.225 (2,1%)    | 6.080 (3,8%)    |
| Укупно            | 152.538         | 159.429         |